# Luuc Eisenga
Luuc Eisenga (Franeker, 31 mei 1972) is een Nederlands sportbestuurder. 
Eisenga werkte lange tijd in de wielersport, onder andere als assistent bij Motorola, persvoorlichter bij Team Telekom en als hoofd communicatie en later manager innovatie bij Team LottoNL-Jumbo. Daarnaast was hij voorzitter van de AIGCP, de belangenbehartiger van profwielerploegen en was hij lid van de UCI, de internationale wielerunie.
Vervolgens stapte Eisenga over naar de voetbalwereld. Tussen 2016 en 2019 was hij werkzaam als algemeen directeur van voetbalclub SC Heerenveen. Op 28 maart 2019 tekende Eisenga een contract voor onbepaalde tijd bij NAC Breda, om daar algemeen directeur te worden. Hij volgt hiermee per 1 april van dat jaar interim-algemeen directeur Nicole Edelenbos op, die het op haar beurt overnam van Justin Goetzee bij De Parel van het Zuiden. Een jaar later, in april 2020, vertrok Eisenga uit Breda na een conflict met de Raad van Commissarissen. Hij werd opgevolgd door Mattijs Manders.